# 2013年和田县“6·28”暴力事件
2013年新疆和田暴力事件，是2013年6月28日下午发生在新疆维吾尔自治区和田县罕艾日克乡的一宗群体持械聚集闹事事件，当地公安随即介入，平息事态，逮捕部分暴力闹事分子，官方称此次闹事事件未造成人员伤亡。

## 经过
6月28日下午中国中央电视台的报道原本把此次事件形容为“暴力袭击案件”，但天山网晚上则把事件称为“群体持械聚集闹事事件”。官方中新社引述新疆和田地區行署專員艾則孜·木沙6月29日發表電視講話透露的案情說，6月28日下午3時30分左右，多名不法分子在和田縣罕艾日克乡巴拉馬斯村庫木布依清真寺禮拜後，高喊口號，手持棍棒、斧頭等聚眾鬧事，部分人騎摩托車、部分步行，分別前往和田县、墨玉縣企圖破壞。和田县當局立即圍堵、勸阻，扣押鬧事人員，全力追捕逃犯。不過6月29日出版的英文版《環球時報》則稱這一事件為「騷亂」，并透露超過100名暴力分子持大刀襲擊了墨玉縣派出所。
有外电声称有十多人死亡，数十人受伤，中国媒体报道称未造成人员伤亡。英国BBC后来在9月1日的報導称，汉族目击者和当地少数民族目击者的叙述互相矛盾，但多数人认为，因为一名伊斯兰教教职人员被捕，400名没有持武器的抗议者聚集在清真寺外，准备游行去和田县示威的时候发生了枪击。
事态平息之后，新疆加强了安保，一名新疆妇女向美国美联社说，当地人被禁止出家门或在大街上聚集；而一名身为房地产中介的男子对美联社称，武装部队和防暴警察已经把守交通路口，严防事态。

## 事后
中共中央总书记习近平及中共中央领导高度重视6月26日鄯善暴力恐怖袭击案件、6月28日和田县群体聚集闹事事件，作出批示，要求迅速处置，确保社会大局稳定。2013年6月28日晚，中共新疆维吾尔自治区委举行常委会议，通报6月26日鄯善暴力恐怖袭击案件、6月28日和田县群体聚集闹事事件及处置情况，并传达了习近平等中共中央领导的上述批示。在此次常委会议上，中共新疆维吾尔自治区委书记张春贤指出：“暴力恐怖分子是新疆各族的共同敌人，习近平总书记和中央领导呼吁须团结各人，形成维稳的铜墙铁壁。为此，干部须带头，确保稳定；各媒体要主动宣传，对散布、传播谣言者要予以严处；各地州市亦要切实落实各项维稳举措。”
世界维吾尔人大会领导人热比娅评论说：“此类事件日益频繁发生，显示出中国当局不愿认真反思紧张局势升级的深层原因”。